# Italia in Miniatura
Italia in Miniatura er en forlystelses- og miniaturepark fra 1970 i Viserba i Rimini, Italien.

## Generelt
Et udendørsområde i parken er udformet som den italienske støvle med 273 modeller af kendte italienske og internationale seværdigheder i størrelsesforholdene 1:25 og 1:50, heriblandt Rigsdagsbygningen i Berlin, Eiffeltårnet i Paris og Peterspladsen og Colosseum i Rom. Området bliver omkredset af en monorail ved navn Arcobaleno (regnbue), der kører med 12 km/t i op til 6 meters højde. I selve parken er 10.000 planter og bonsaitræer integreret i landskabet, hvortil kommer 2.500 m³ vand og 17 modeltog.
I et delområde på 12.000 m² finder man Venice med en model af Canal Grande i Venedig med 119 bygninger i størrelsesforholdet 1:5, som både kan sejle mellem. Endepunktet for sejladsen er Markuspladsen med en 20 meter høj model af Markustårnet. I Cannonacqua, en kopi af Castel Sismondo i Rimini, kan man genskabe de middelalderlige kampe om borgen mellem adelsfamilierne Montefeltro og Malatesta med vandkanoner. Desuden rummer parken vandrutsjebanen Canoe, papegøjeparken Pappamondo og Luna Park della scienza med fysiske eksperimenter for børn. I projektet YouMini bliver de besøgende fotoscannet og genskabt i størrelsesforholdet 1:33.
Parken har åbent dagligt fra marts til september og bestemte dage resten af året. Den ligger ved Strada Statale 16 Adriatica, ca. 5 km nord for Riminis centrum.

## Historie
Italia in Miniatura blev skabt af Ivo Rambaldi. Ideen fik han efter at have besøgt den schweiziske miniaturepark Swissminiatur i Melide. Efter tre års forberedelse og byggeri til en pris af 300 mio. lire blev parken åbnet 4. juli 1970. Dengang rådede man over 20.000 m² med 50 modeller, men der er blevet udvidet kontinuerligt siden. Den første færdige model var Basilica di Sant'Apollinare in Classe i nærheden af Ravenna, Rambaldis hjemby. Venice blev åbet i 1992 efter ni års byggetid. Modellerne fremstilles af resin (harpiks) fra firmaset General Display i San Mauro Pascoli, der også arbejder for andre temaparker. Italia in Miniatura er medlem af International Association of Miniature Parks.

## Udvalgte modeller

### Italien
| - Forte Spagnolo i L'Aquila - Sassi di Matera i Matera - Castel Lagopesole i Avigliano - Duomo Santa Maria Assunta i Melfi - Rocca Imperiale - Scilla (Kalabrien) - Arco di Traiano (Benevento) i Benevento - Reggia di Caserta - Castel Nuovo i Neapel - Piazza del Plebiscito i Neapel - Etna | - Castel dell’Ovo i Neapel - Hera-templet i Paestum - Forum, basilika og tempel for Apollon i Pompeji - Schloss Miramare bei Triest - Piazza della Libertà i Udine - Piazza Maggiore med Neptunbrønden og basilikaen San Petronio i Bologna - Santuario della Madonna di San Luca i Bologna - Castello Estense i Ferrara - Ravaldino-borgen i Forlì - Duomo di Modena | - Kongelige teater i Parma - Palazzo Gotico og rytterstatuer af Ranuccio I og Alessandro Farnese i Piacenza - Theoderiks mausoleum i Ravenna - Basilica di Sant'Apollinare in Classe i Ravenna - Augustusbuen i Rimini - Den Spanske Trappe i Rom - Trevi-fontænen i Rom - Colosseum i Rom - Peterspladsen med Peterskirken i Rom |

### Europa
| - Schloss Belvedere in Wien (Østrig) - Atomium i Bruxelles (Belgien) - Stari Most i Mostar (Bosnien-Herzegovina) - Den lille Havfrue i København (Danmark) - Saint Paul's Cathedral i London (Storbritannien) | - Eiffeltårnet i Paris (Frankrig) - Palais de Chaillot i Paris (Frankrig) - Akropolis i Athen (Grækenland) - Schloss Neuschwanstein i Hohenschwangau (Tyskland) - Rigsdagsbygningen i Berlin (Tyskland) | - Rock of Cashel ved Cashel (Tipperary) (Irland) - Hollandsk vindmølle i Nederlandene - Torre de Belém i Lissabon (Portugal) - Alcázar von Segovia (Spanien) - Château de Chillon ved Montreux (Schweiz) |